# Vieille (folklore)
Pour les articles homonymes, voir Vieille.

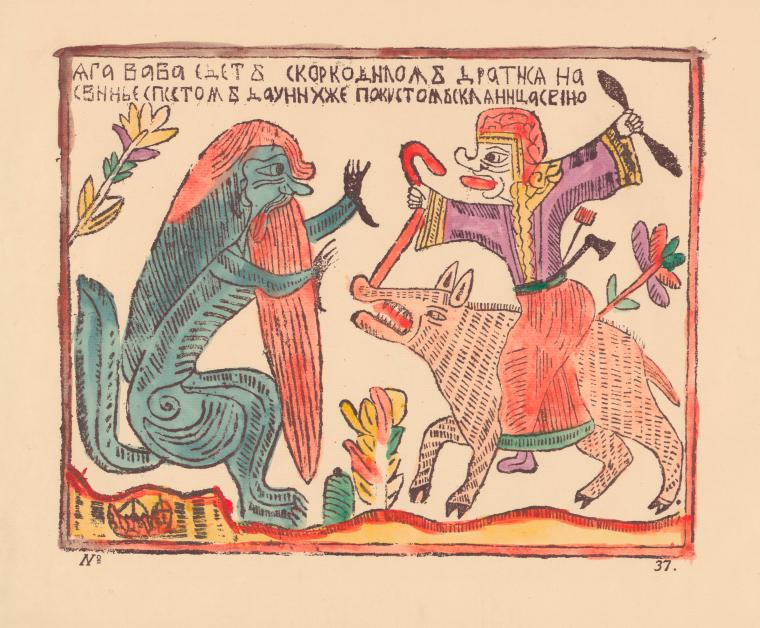
Baba Yaga chevauchant un cochon pour combattre le crocodile infernal.

La vieille est un personnage archétypal du folklore, de la littérature et des contes populaires. C'est un personnage de vieille femme savante, souvent sorcière, souvent hideuse et douée de nombreux pouvoirs. Dans certaines histoires[Lesquelles ?], elle se montre désagréable et malveillante.
La vieille se retrouve dans différentes mythologies, sous différents noms :
- le personnage portant ce nom dans le folklore arlésien
- les groagez en Bretagne

Certaines d'entre elles sont des personnages de fiction, identifiés par leur nom propre :
- Baba Yaga dans les mythologies slaves, et Baba Cloantza [2] dans les Carpates
- la fée Carabosse
- la Befana dans le folklore italien
- l'aïeul (Déesse de la foi des sept) dans la saga littéraire A song of ice and fire de George R.R Martin

## Dans les contes et la mythologie
Dans les contes, la vieille femme est un archétype. On la rencontre aussi dans la mythologie grecque (les Moires, les Grées). Elles occupent rarement la place du protagoniste. Dans Jeanne de George Sand (la grand'Gothe), La Petite Fadette (la grand mère du personnage éponyme), les femmes âgées du Berry ont la réputation d'être sorcières. 
Dans Peau d'âne (comédie musicale) de Jacques Demy, "la Vieille" est un personnage de vieille métayère qui crache des crapauds.   
Dans les Contes italiens traduits et rassemblés par Italo Calvino, l'un met en scène trois sœurs (29. le tre vecchie), âgées, qui séduisent un jeune homme en lui faisant croire à la présence d'une jeune femme. Lorsqu'il découvre la tricherie, il défenestre sa fiancée, l'une des sœurs. Trois fées, qui la voient, en rient si fort qu'elles la transforment en jeune femme pour la récompenser de ce bon moment : le jeune roi implore son pardon et tous deux vivent heureux. Ce conte, indiqué comme un conte florentin par Calvino, se raconte aussi aux Abruzzes, en Toscane et en Sicile. Le motif est celui de la Vieille écorchée (T877).  
Dans la mythologie aborigène, Wurruri est une vieille mégère qui disperse les feux la nuit.

## Dans le langage
Des termes tels "vieille sorcière", "vieille mégère"... subsistent dans le langage. Il existe plusieurs façons de nommer les personnes âgées, dont certaines sont péjoratives (le roumain, par exemple, compte pléthore de ces termes). En basque, atso désigne la vieille femme de manière péjorative .  Les femmes âgées sont traditionnellement appelées "ma mère", "bonne mère", "bonne femme"... Dans Les Fées, la cadette offre à boire à la fée déguisée en vieille et lui répond : "oui-dà, ma bonne mère" sans que ce ne soit péjoratif.

## Rôles-types

### La magicienne malveillante

#### La sorcière
La vieille peut être assimilée à une sorcière, c'est le cas de Baba Yaga. Elles sont décrites comme laides (vieilles barbues), et participent à des sabbats. Elles peuvent disposer de pouvoirs. Macbeth met en scène des sorcières, la Tempête du même auteur évoque Sycorax, terrible sorcière qui n'apparaît pas dans la pièce. 

#### La commère ou la vieille femme malveillante
Dans la Vieille et les Deux Servantes, fable de la Fontaine, une vieille avare oblige ses servantes à se lever au son du coq. Ces dernières, exténuées, tuent le coq, ce qui a pour effet que la vieille les réveille elle-même, plus tôt encore. 

### La vieille femme bienveillante

#### La conteuse
La vieille femme peut jouer le rôle de conteuse, le personnage de la vieille conteuse, "ma mère l'Oye", permet aussi de désigner les contes, "contes de ma mère l'Oye", comme "conte bleu", est une expression reprise par Charles Perrault pour le titre d'un recueil. Traditionnellement, les vieilles femmes content dans plusieurs régions du monde : en Kabylie, par exemple, ou en Palestine (Hikaye). 

#### Autres rôles
La vieille peut jouer un rôle de femme bienveillante, comme la Mère-Grand du Petit Chaperon rouge, ou la vieille nourrice d'Ulysse, Euryclée.

### Le déguisement
Dans les contes, certains personnages, notamment féériques, prennent l'apparence d'une vieille. C'est le cas dans Les Fées de Perrault (qui met en scène une autre femme, une vieille veuve). La reine de Blanche Neige prend aussi plusieurs apparences, de vieilles (vendeuse de lacet, paysanne...), le déguisement en vieille femme sera repris par Disney. Dans La Flûte enchantée, opéra de Mozart avec un livret d'Emanuel Schikaneder, la promise de Papageno, Papagena, se présente d'abord sous l'apparence d'une repoussante vieille femme, déclarant qu'elle a dix-huit ans (les mots quatre-vingt et dix-huit se ressemblant en allemand, le librettiste joue avec cette ambiguïté).

## Analyse
Le conte populaire est souvent initiatique, et traite du passage à l'âge adulte : dès lors, la vieillesse pourrait être reléguée, mais les vieux personnages sont présents. Leur vieillesse est parfois objet de résistance, mais les contes montrent qu'il est impossible d'échapper au temps : ainsi, dans la Chanson de la vieille qui étale ses richesses, elle se marie avec un jeune homme mais meurt le lendemain du mariage. Une légende des Cévennes montre une Vieille sortir son troupeau en hiver et narguer le mois de mars, qui se fâche : ce motif se trouve aussi chez Calvino (conte corse de Mars et du berger). Dans les sociétés rurales, les personnes âgées représentaient un coût et une bouche à nourrir, ce qui peut se répercuter dans les contes. Certaines vieilles sont des substituts d'une mère morte : elles peuvent être bienveillantes, comme dans la Belle au Bois Dormant. Les récits folkloriques, qui représentent un autre temps, aident à affronter la peur de la vieillesse. 